# Latong
Latong is een bestuurslaag in het regentschap Nagan Raya van de provincie Atjeh, Indonesië. Latong telt 860 inwoners (volkstelling 2010).